# ジュネーヴ空港
ジュネーヴ空港（ジュネーヴくうこう、仏: Genève Aéroport）(IATA: GVA, ICAO: LSGG) は、スイスのジュネーヴにある国際空港。
ジュネーヴ市内から約4km北西の場所に位置する。「コアントラン空港（Cointrin Airport）」もしくは「ジュネーブ・コワントラン（国際）空港」と呼ばれることがあるが、正式名称ではない。

## 概要
ジュネーヴ近郊のフランス国境に位置しており、敷地はスイスとフランスの国境をまたがって両国に広がる。空港内のフランス区域（Secteur France）からは、スイスに一時入国することなく、フランス（ヴォルテールが住んだことで知られるフェルネ＝ヴォルテール）に直接出入国できる。
また、スイス側からフランスへの便を利用する場合には、まず空港内でスイス・フランス間のCIQを通過し、フランス区域に入った後に搭乗手続を行う。このため、スイス側にある国際線のCIQ内の施設（免税店等）は利用できないので注意が必要である。なお、同様にスイス・フランス国境に位置する空港としては、ユーロエアポート（バーゼル・ミュールーズ空港）がある。
ジュネーヴには数多くの国際機関が立地しており、空港近くにあるパレクスポ（Palexpo）では、サロン・アンテルナショナル・ド・ロト（ジュネーヴ・モーターショー）をはじめとする自動車や時計等の国際的なトレード・ショーが多数開催される。また、スイス・アルプス観光の起点のひとつである。このため航空便の需要は大きい。国際航空運送協会（IATA）が本部機能の一部を置いている（他にカナダのモントリオールに本部を置いている）。

## 利用実績
2018年の旅客数は1767万人で、スイスではチューリッヒ空港に次いで2位だった。国土が広くないため国際線が主体となるが、長距離路線は少なくヨーロッパ圏内が大半を占める。
最も旅客の多い路線はロンドン行きで、パリとアムステルダムが続く。

## 就航航空会社
就航する主な航空会社は、当空港を拠点の一つとするイージージェット(32.6%)を中心に、スイス インターナショナル エアラインズ(11.7%)、ブリティッシュ・エアウェイズ(8.7%)、エールフランス(8.3%)、ルフトハンザドイツ航空(6.8%)、KLMオランダ航空(3.6%)、イベリア航空(3.3%)など。

## 空港への交通
ジュネーヴ市内中心部へはバスの10番路線で15分程度でアクセスできるほか、空港の地下にはスイス国鉄（CFF）が直結しており、ジュネーヴの中心駅であるコルナヴァン駅までは7分程度である。また、スイス国内の主要都市に向けて、直通の列車が走っている。